# Ayuntamiento de Pachuca de Soto
El ayuntamiento de Pachuca de Soto es el órgano de administración del municipio de Pachuca de Soto en Hidalgo, México. Es oficialmente denominado Honorable Ayuntamiento Constitucional del Municipio de Pachuca de Soto.
El Palacio municipal tiene su sede en el Palacio Municipal de Pachuca edificio construido en la última década del siglo XIX, localizado en la cabecera municipal, Pachuca de Soto.

## Palacio municipal
Inaugurada en 1896 por el minero Francisco Rule, se trata de una mansión de tres niveles, dos pisos y una mansarda. Es de estilo porfiriano francés de acuerdo a la época de su edificación. En ella el dueño estableció sus oficinas en la planta baja y arriba las habitaciones familiares. En el primer piso hay un acceso rebajado con relieve y sostenido por pilastras decoradas en relieves florales, tiene además, ventanas rectangulares, decoradas con figuras de estrellas estilizadas.
En el segundo nivel tiene una ventana central con balcón, dividido por parteluz y sobre la cual hay un frontón con relieves de concha marina, ramas y hojas. Todo esto rematado por el techo de lámina característico de las construcciones mineras. La mansarda o ático, la cual era una zona utilizada como dormitorio de la servidumbre y como almacén de las numerosas viandas que por encargo del dueño llegaban desde Europa.
La casa fue adquirida por el gobierno estatal en 1942 y sirvió como Palacio de Gobierno hasta 1971, cuando se instaló aquí el Tribunal Superior de Justicia. Desde 1985 es la sede de la Presidencia Municipal.

## Estructura

### Asamblea Municipal
Se compone de: un presidente municipal, dos síndicos (síndico procurador y síndico hacendario), diecinueve  regidores, diecisiete comisiones, ciento quince delegados y ocho comisariados ejidales. La ejecución de dichas políticas y el ejercicio de las funciones administrativas del Ayuntamiento de Pachuca se deposita en el Presidente Municipal, electo en los términos de la Ley Electoral del Estado de Hidalgo.

#### Período 2012-2016

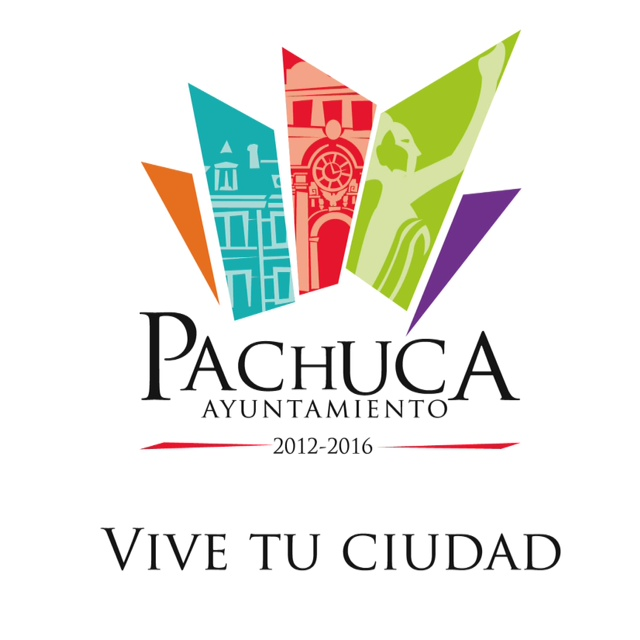
Logotipo y eslogan para el periodo 2012-2016.

- Presidente municipal:  Eleazar García Sánchez del Partido Revolucionario Institucional
- Síndicos:  Hebert Jonaz Reyes Oropeza (Hacendario) y  Jorge Daniel Alvizo Contreras (Jurídico)
- Regidores:

- -  María Cecilia Pérez Barranco
  -  Rosa María Zamudio Montufar
  -  Miriam Margarita Carmona Morán
  -  Rodrigo León Cerón
  -  Carlos Jaime Conde Zúñiga
  -  Eduardo Sánchez Hernández
  -  Elizabeth Adriana Flores Torres
  -  Juana Rosa Zacarías Ayala
  -  Néstor Gómez Olvera
  -  Edith Mejía Hernández
  -  Olivia Zúñiga Santin
  -  Pablo Arturo Gómez López
  -  Aurelio González Pérez
  -  Raymundo Bautista Pichardo
  -  Jorge Andrés Yáñez Pérez
  -  Oscar Rodarte Altamirano
  -  Roxana Montealagre Salvador
  -  Jenny Marlu Melgarejo Chino
  -  Lorena Columba Cruz Nieto

#### Período 2016-2020

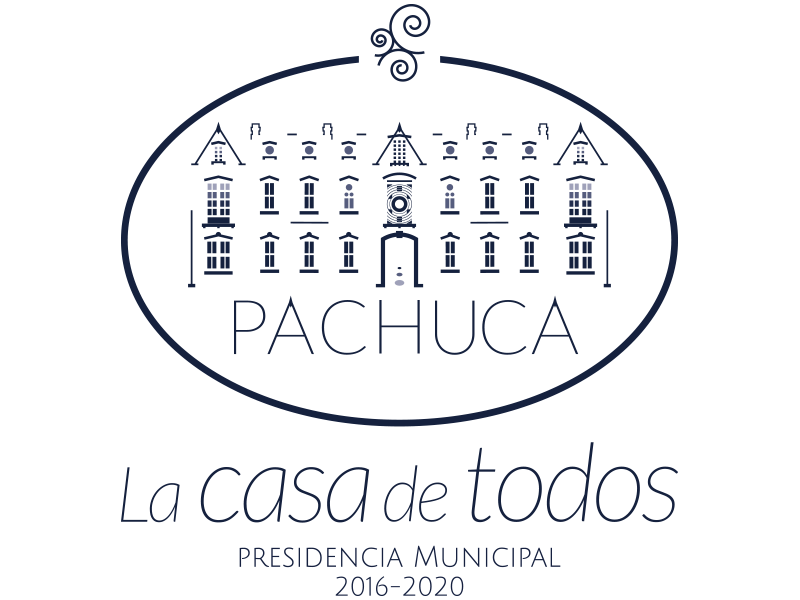
Logotipo y eslogan para el periodo 2016-2020.

- Presidente municipal:  Yolanda Tellería Beltrán del Partido Acción Nacional.[8]
- Síndicos:  Alejandro Moreno Abud (Jurídico) y  Francisco Carreño Romero (Hacendario)
- Regidores:

1. Diana Lorena Salinas Silva
2. José Luis Zúñiga Herrera
3. Claudia Lilia Luna Islas
4. Noé Alvarado Zúñiga
5. Marleen Alejandra Montaño Juárez
6. Yuseb Yong García Sánchez
7. Ruth León Cruz
8. Fernando Flores Pérez
9. Aurora Mohedano Romero
10. Jorge Ortega Morel
11. Gloria Isabel Vite Cruz
12. Génesis Marcela Vázquez González
13. Rafael Adrián Muñoz Hernández
14. Liliana Verde Neri
15. Juan Ortega González
16. Octavio Castillo Acosta
17. Nidia Analy Chávez Cerón
18. Navor Alberto Rojas Mancera
19. Jaime Horacio Medina Lugo

#### Periodo 2020
- Presidente municipal: Tania Erendida Meza Escorza.[9][10]
- Vocal Ejecutivo: María de la Luz Becerra Olvera (asume las funciones de síndico hacendario) y María Guadalupe Rodríguez Uribe (asume las funciones de síndico jurídico).[11][12]
- Vocales: José Luis Mejía Mercado, Montserrat Alejandra Castañeda Sánchez, Joaquín García Hernández, Eder Arenas Pacheco y Esteban Jesús Mercado Mercado. (asumen funciones de regidores).[11][12]

#### Período 2020-2024

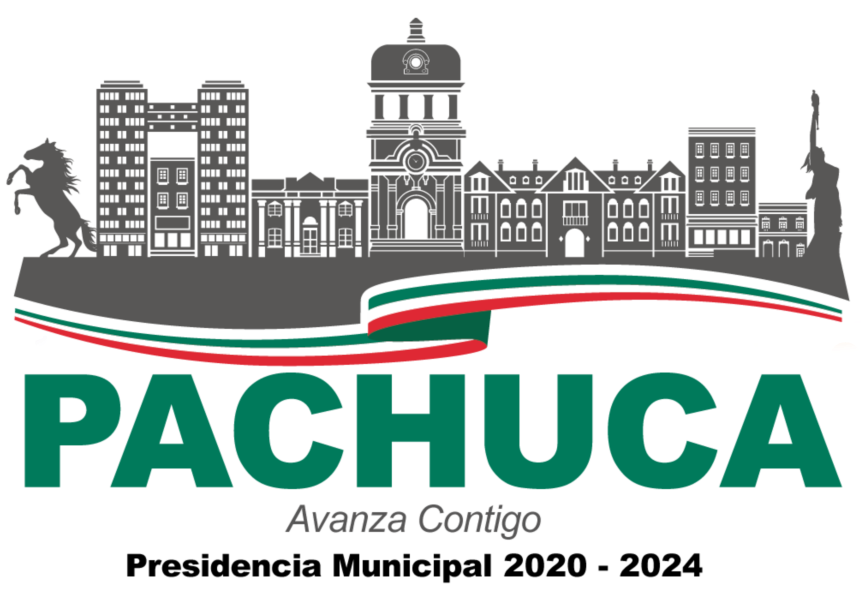
Logotipo y eslogan para el periodo 2020-2024.

- Presidente municipal:  Sergio Edgar	Baños Rubio del Partido Revolucionario Institucional.[13]
- Síndicos:  Liliana Mera Curiel (Jurídico) y  Erika Elizabeth Trujillo Ortiz (Hacendario)
- Regidores:

1. Christian Saúl Caballero Barreiro
2. Brenda Ximena Ramírez Riva Palacio
3. César Alberto Ramírez Nieto
4. Liz María Pérez Hernández
5. Esdraz Joel	León Jaen
6. Olivia Zúniga Santín
7. Guillermo Ostoa	Pontigo
8. Bernarda Zavala Hernández
9. Juan Carlos Palacios López
10. María Elena	Carballal Orgando
11. Sabas Díaz Montaño
12. Zenon Rosas Franco
13. Ricardo	Islas Salinas
14. Regina Ochoa Reyes
15. Nestor Gómez Olvera
16. Reyna Alicia Hernández Villalpando
17. Guadalupe Orona Urias
18. Netzery López Soria
19. Selene Itzel Balderas Samperio

### Secretarias
- Secretaría General Municipal
- Secretaría de Tesorería
- Secretaría de Administración
- Secretaría de Contraloría y Transparencia
- Secretaría de Servicios Públicos Municipales
- Secretaría de Obras Públicas, Desarrollo Urbano, Vivienda y Movilidad
- Secretaría de Secretario de Seguridad Pública, Tránsito y Vialidad
- Secretaría de Desarrollo Económico
- Secretaría de Planeación y Evaluación
- Secretaría de Desarrollo Humano y Social
- Secretaría de Medio Ambiente y Desarrollo Sustentable

### Dependencias
- Desarrollo Integral de la Familia Pachuca (DIF)
- Instituto Municipal de Investigación y Planeacíon (IMIP)
- Instituto Municipal Contra las Adicciones de Pachuca (IMCA)
- Instituto Municipal para la Juventud
- Instituto Municipal para la Prevención de las Adicciones (IMPA)
- Instituto Municipal para las Mujeres de Pachuca (IMMP)
- Instituto para la Cultura Municipal
- Unidad de Rescate de Fauna Silvestre
- Instituto del Deporte Municipal

## Servicios
Son servicios públicos municipales los siguientes:
1. Drenaje, alcantarillado, bacheo y pavimentación
2. Mercados y centros de abastos
3. Seguridad Pública
4. Rastro
5. Limpieza, recolección, transporte y destino de basura y residuos
6. Panteones
7. Alumbrado público
8. Conservación y mantenimiento de edificios públicos y centros de interés social
9. Estacionamientos públicos
10. Embotellamiento y conservación de los centros urbanos y rurales
11. Nomenclatura
12. Creación, conservación y fomento de las zonas verdes recreativas y deportivas
13. Protección y saneamiento del medio ambiente dentro de las atribuciones del H.